# 二硒化铌
二硒化铌是一种层状的过渡金属硫属化物，化学式为NbSe2。二硒化铌是一种润滑剂，在低于7.2K的温度下具有电荷密度波（CDW）性质的超导体。二硒化铌可以以几种形式结晶，并可以通过机械法剥离为单原子层，这和其它过渡金属的硫属化物相似。单层NbSe2展现出和块状材料不同的性质，如Ising超导性、量子金属钛及CDW的大程度增强。

## 合成

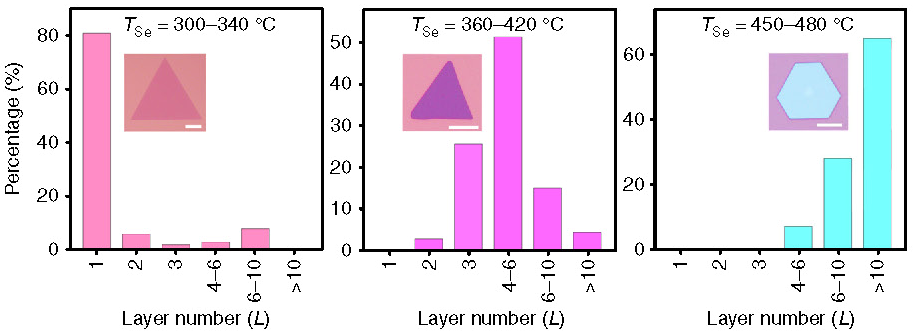
Number of NbSe_{2} layers as a function of Se powder temperature during CVD.

二硒化铌晶体和薄膜可以通过化学气相沉积（CVD）来生长。